# Stephanie Valenzuela
Stephanie Solange «Tefi» Valenzuela Yábar (Arequipa, 20 de febrero de 1990) es una personalidad de televisión, modelo y cantante peruana.
Alcanzó a la popularidad por haber participado en los programas de televisión de su país y de México, especialmente destacándose en los realitys show. También se dio conocer por su carrera musical en los géneros reguetón y cumbia mexicana.

## Biografía

### Primeros años
Nació el 20 de febrero de 1990 en Arequipa, bajo el nombre de Stephanie Solange Valenzuela Yábar. Proveniente de una familia de clase media, realizó sus estudios escolares en el Colegio Lord Byron.[cita requerida] En sus primeros años, participó en certámenes infantiles por intervención de su madre. Tras terminar la secundaria, se muda a Bolivia para estudiar la carrera de arquitectura, optando con abandonar la profesión.

### Carrera televisiva
Comenzó su carrera televisiva en su país en el 2012, sumándose al elenco principal del reality show Desafío sin fronteras del canal local Panamericana Televisión, asumiendo el rol de reportera corresponsal. Seguidamente, Valenzuela se incursiona como modelo, concursando en los certámenes de belleza Miss Gaming Perú 2012 quedando dentro de las finalistas y al año siguiente, fue la ganadora del otro concurso Miss Arequipa 2013. Adicionalmente, quedó segunda finalista del WosmosHawain Tropic 2014 y fue jurado del concurso Miss Gaming México 2015.
Valenzuela alcanzó un reconocimiento en la televisión peruana, incorporándose al programa de telerrealidad Combate en 2013, en el cual asumiría el rol de competidora, volviendo al espacio en los años 2014 y 2015.
En el año 2015, ingresa al elenco del programa cómico-musical El reventonazo de la chola de América Televisión como parte del staff de modelos, además de participar en diferentes secuencias dentro del formato. Valenzuela concursa en el programa Los reyes del playback en 2016 sin éxito y fue parte del reparto principal de la película Historias no contadas.
Volvió al canal América en 2019, concursando en el reality de talentos El artista del año, quedando en el tercer lugar de la competencia.En ese año, participó en la película Jugo de tamarindo en un rol menor.
Tras mudarse a México en 2019, comienza a participar en los programas de la televisión mexicana a partir de los años 2020.[cita requerida] Durante esa etapa, Valenzuela fue parte de los realitys show La casa de los famosos en 2021, Hotel VIP y Survivor México al año siguiente. En el año 2024, inicia su participación en el mismo formato Los 50 por la cadena Telemundo.

### Carrera musical
Valenzuela debuta en la música bajo el nombre artístico de Tefi, apócope de su nombre real. Lanzó su LP debut Intocable en el año 2018, en el cual interpreta la canción homónima y obtuvo una aceptación en los medios locales y plataformas como YouTube. Al año siguiente, fue parte de la producción del tema musical «Fría», consolidándose en el género reguetón 
Lanzó su cuarto LP La cumbia de los infieles en 2021, añadiéndose al género cumbia mexicana. Dentro del álbum, interpreta la canción del mismo formato «Cumbia de despedida», donde se grabó en Medellín, siendo composición de su autoría.
Retomó su faceta musical en 2021, lanzando su tercer disco El perdón, mediante sus problemas personales producto del fin de su relación con el actor Eleazar Gómez. Valenzuela presta su colaboración con Osmani García para el nuevo material Baila, bajo la producción musical de Jaime Cuadra.
En 2022, Valenzuela participó en la serenata a Arequipa, concierto de la ciudad donde apareció J Balvin. Ya para ese año, lanzó sus discos Mayores, Y si tu te vas y Regresa a mi.[cita requerida]
En 2024, lanzó su sencillo «Este dolor», cuyo videoclip se grabó en la ciudad de Arequipa.

### Otras participaciones
En el año 2019 participó en el videoclip de la versión de «Me vas a extrañar», interpretado por la banda musical Orquesta Candela.[cita requerida]
Años más tarde, fue parte del video del tema musical «La cinturita» del cantante Norlam Vila.

## Discografía

### Sencillos
- 2018: Intocable
- 2018: Enfermiza
- 2019: Fría
- 2020: La cobra
- 2020: La cumbia de los infieles
- 2020: Cumbia de despedida
- 2021: El perdón
- 2022: Baila
- 2022: Mayores
- 2022: Regresa a mi
- 2022: Y si tu te vas
- 2022: Mientras me curo del cora
- 2023: Como te deseo
- 2024 : Este dolor

## Créditos

### Televisión
| Año       | Título                      | Rol                                    | Notas          | País           |
| --------- | --------------------------- | -------------------------------------- | -------------- | -------------- |
| 2012      | Desafío sin fronteras       | Reportera corresponsal                 |                | Perú           |
| 2013-2015 | Combate                     | Competidora                            | 3 temporadas   | Perú           |
| 2015      | El reventonazo de la chola  | Modelo y parte del elenco              | 1 temporada    | Perú           |
| 2015      | Te apuesto por ti           | Invitada especial                      |                | Perú           |
| 2016      | Los reyes del playback      | Participante                           | 1 temporada    | Perú           |
| 2016-2017 | JB en Willax                | Actriz cómica y parte del elenco       |                | Perú           |
| 2019      | El artista del año          | Concursante                            | 3.er puesto    | Perú           |
| 2021      | Mujeres al mando            | Panelista                              |                | Perú           |
| 2021      | La casa de los famosos      | Habitante                              | 1.er eliminada | México         |
| 2022      | Survivor México             | Concursante                            | Abandona       | México         |
| 2022      | Hotel VIP                   | Concursante                            | Subcampeona    | México         |
| 2023      | Las estrellas bailan en Hoy | Concursante junto a Juan Ángel Esparza | 3.er puesto    | México         |
| 2024      | Los 50                      | Concursante                            | 11.ª eliminada | Estados Unidos |

### Cine
- Historias no contadas (2016)
- Jugo de tamarindo (2019)